# Zakon (Biblia)
Zakon (hebr. תורה (tora), gr. νόμος (nomos), czyli Prawo) – biblijne określenie Prawa nadanego Żydom przez Boga. Słowo Zakon jest archaizmem używanym w niektórych przekładach Pisma Świętego.
Judaizm oprócz Tory uznaje też Torę Ustną, jednak biblijne określenie Zakon nigdy nie odnosi się do Tory Ustnej.

## Tłumaczenie
Słowo Zakon w nowych przekładach zostało zastąpione słowem Prawo. W języku hebrajskim prawo określane jest słowem תורה (tora), które jednocześnie oznacza Pięcioksiąg Mojżeszowy.
Przekłady używające tłumaczenia Zakon:
- Biblia Leopolity (katolicki) 1561 rok
- Biblia brzeska (protestancki) 1563 rok
- Biblia Jakuba Wujka (katolicki) 1559 rok
- Biblia gdańska (protestancki) 1632 rok
- Biblia warszawska (protestancki) 1975 rok

Przekłady używające tłumaczenia Prawo:
- Biblia Tysiąclecia (katolicki) 1965 rok
- Biblia poznańska (katolicki) 1975 rok
- Pismo Święte w Przekładzie Nowego Świata (Świadkowie Jehowy)[1] 1997 rok (zrew. 2018)
- Biblia warszawsko-praska (katolicki) 1997 rok
- Biblia Ewangeliczna, Przekład literacki (protestancki) 1999 rok
- Biblia Paulistów (katolicki) 2008 rok
- Uwspółcześniona Biblia gdańska (protestancki) 2009 rok

Przekłady używające tłumaczenia Tora:
- Komentarz Żydowski do Nowego Testamentu

## Znaczenie
Prawo obowiązujące Żydów składa się z 613 micwot, w tym wyróżnić można 10 przykazań zwanych Dekalogiem.
W mowie potocznej można spotkać użycie słowa Zakon (Tora) jako określenie samego Dekalogu.

## Nadanie
Zakon (Tora, Prawo) został nadany Żydom na Górze Synaj.

## Chrześcijaństwo
W kręgach chrześcijańskich można wyróżnić przynajmniej cztery stanowiska względem Tory:
- Żydzi Mesjanistyczni uważają, że Jezus nie nadał Nowego Przymierza, a jedynie zmienił Torę poprzez usunięcie systemu ofiarniczego[3], a pozostawiając resztę z 613 przykazań.
- Katolicyzm uważa, że Zakon nie obowiązuje wyznawców Jezusa (został zniesiony lub zerwany przez Żydów). Jednak uważają, że część Tory, czyli Dekalog, obowiązuje chrześcijan jako prawo moralne.
- Luteranizm postrzega Zakon jako prawo, określające standardy moralne, których człowiek nie jest w stanie wypełnić, a także jako środek, przez który Bóg uświadamia człowiekowi, że jest grzeszny – Zakon pełni więc w pewnym sensie funkcję przygotowania na zwiastowanie Ewangelii (poprzez wywołanie w człowieku poczucia winy i skruchy) oraz funkcję moralną – określa, jak człowiek powinien postępować. Zakon jako część Słowa Bożego obiektywnie nie został zniesiony ani zmieniony, jedynie w Nowym Przymierzu zmieniła się jego rola i relacja względem człowieka i jego zbawienia.
- Pozostali chrześcijanie uważają, że Tora, czyli Zakon, dotyczy Żydów, a chrześcijanie są pod Nowym Przymierzem, nadanym na prawie obietnicy danej Abrahamowi. Tym samym żadne prawa zawarte w Torze (nadane czterysta trzydzieści lat po obietnicy danej Abrahamowi[4]), ich nie dotyczą[5].